# Matthias Kaiser (Fußballspieler)

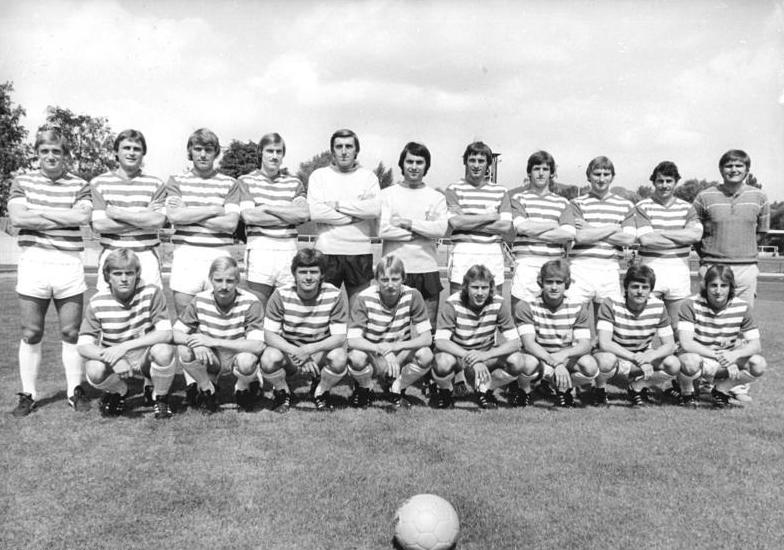
Matthias Kaiser (vorne, 2. von links) mit Carl Zeiss Jena im Jahr 1978

Matthias Kaiser (* 12. Dezember 1955) war Fußballspieler in der DDR-Oberliga, der höchsten ostdeutschen Fußball-Liga. Er spielte dort für die BSG Wismut Gera und den FC Carl Zeiss Jena.

## Sportliche Laufbahn
Matthias Kaiser kam 1965 in die Kinderabteilung der Fußballsektion der Betriebssportgemeinschaft (BSG) Wismut Gera. Nach Abschluss seiner Schulausbildung absolvierte er eine Lehre zum Elektronikfacharbeiter. In der Saison 1976/77 gehörte er zur DDR-Liga-Mannschaft, die nach mehrfachen Anläufen den Aufstieg in die Oberliga erreicht hatte. Der 1,70 m große Kaiser war an diesem Erfolg mit 16 Spieleinsätzen und zwei Toren beteiligt. In der folgenden Oberligasaison wurde Wismut Gera mit 21 Niederlagen, vier Unentschieden und nur einem Sieg zum schlechtesten Absteiger der bisherigen Oberligageschichte. Nur Kaiser und sein Mittelfeldpartner Harald Irmscher bestritten alle 26 Punktspiele, wobei Kaiser ohne Torerfolg blieb.
Nach dem Abstieg wechselte Kaiser zum Oberligisten FC Carl Zeiss Jena, kam dort aber mit sechs Einsätzen in der Spielzeit 1978/79 nicht über die Rolle eines Ersatzspielers hinaus. In der Folgesaison kam er bis zum 8. Spieltag auf sieben Spiele und erzielte beim FC Vorwärts Frankfurt (Oder) seinen ersten Oberligatreffer, bevor er im November 1979 zum 18-monatigen Wehrdienst eingezogen wurde. In dieser Zeit spielte er mit dem Auer Ralf Kraft bei der BSG Motor Teltow in der drittklassigen Bezirksliga Potsdam. In der Spielzeit 1980/81 erzielte er in der Bezirksliga für Teltow 20 Saisontreffer und verhalf ihnen zum Gewinn des Bezirkspokals. Im Sommer 1981 kehrte er zum FC Carl Zeiss zurück und spielte 1981/82 seine beste Saison für Jena, in der er meist als Mittelfeldspieler 18 Oberligaspiele bestritt. Nachdem er in der Spielzeit 1982/83 noch zu zwei Einsätzen im Europapokal gegen Girondins Bordeaux kam, aber bis zum 11. Spieltag nur sechs Oberligaspiele, davon nur drei über die volle Zeit, bestritten hatte, wurde Kaiser zum Jahresende 1982 zur BSG Wismut Gera zurückdelegiert. Während seiner vier Spielzeiten in Jena war er auf 41 Pflichtspiele mit zwei Toren gekommen. Davon waren 37 Oberligaspiele mit zwei Toren und jeweils zwei Einsätze im nationalen und Europapokal.
Bei Wismut Gera spielte Kaiser ab Anfang 1983 wieder in der DDR-Liga. Bis Ende 1986 kam er noch auf 98 Ligaspiele bei drei Torerfolgen, bevor er im Alter von 31 Jahren seine Laufbahn als Leistungsfußballer beendete.

## Privates
Matthias Kaiser ist der ältere Sohn vom 31-maligen DDR-Nationalspieler Manfred Kaiser.